# Król królów (film 1927)
Król królów (ang. The King of Kings) – amerykański niemy ˞dramat biograficzno-religijny z 1927 w reżyserii Cecila B. DeMille’a. Został zrealizowany na podstawie Ewangelii zawartych w Nowym Testamencie. W tytułową rolę się wcielił H.B. Warner, a obok niego w głównych rolach wystąpili: Dorothy Cumming, Ernest Torrence, Joseph Schildkraut, Jacqueline Logan i Rudolph Schildkraut.
Film skupia się na ostatnich tygodniach życia Jezusa Chrystusa i jego zmartwychwstaniu. Jest to drugi film z tzw. trylogii biblijnej DeMille’a, na którą składają się Dziesięcioro przykazań (1923) oraz Pod znakiem Krzyża (1932).

## Fabuła
W 33 roku w okupowanej przez Rzym Judei bezbożna kurtyzana Maria z Magdali dowiaduje się, że jej kochanek Judasz Iskariota stał się jednym z uczniów Jezusa, nazareńskiego cieśli o rzekomo cudotwórczych zdolnościach. Judasz widzi w osobie Jezusa przyszłego króla Żydów, który zapewni mu wysoki urząd. Pełna kpin Maria chce poznać Jezusa. Interesują się nim również faryzeusze szpiegujący dla skorumpowanego arcykapłana Kajfasza, który uważa Jezusa jako zagrożenie dla jego wpływów. Do mieszkania Jezusa, gdzie są jego matka Maria i uczniowie, niegdyś uleczony przez niego chłopiec Marek prowadzi ślepą dziewczynkę. Jezus leczy dziewczynkę z ślepoty, co daje pretekst faryzeuszom do oskarżenia go o bluźnierstwo, gdyż dokonuje tego w szabat. Przybyła Maria z Magdali na widok Jezusa nawraca się, a ten wypędza z niej siedem złych duchów.
W Jerozolimie Kajfasz zostaje poinformowany o działalności Jezusa i jego słowach, w których uważa się za syna Boga. Wie jednak, że nie mogą go oskarżyć, inaczej sprowadzą na siebie gniew tłumów uważających go za chrystusa. Wobec tego wysługują się celnikiem Mateuszem, który w asyście rzymskich żołnierzy ma aresztować Jezusa za niepłacenie trybutu cesarstwu. Jezus po wypędzeniu demona z syna galilejskiego cieśli dokonuje kolejnego cudu mówiąc, by „oddać cezarowi, co cesarskie, a Bogu to, co boskie”. Natchniony Mateusz za namową Jezusa zostaje jego uczniem. Jezus dostrzega u cieśli jeden z krzyży, które robi na zamówienie rzymskie. W drodze do Jerozolimy Judasz chce wygonić pałętające się dzieci, czemu sprzeciwia się Jezus, który naprawia lalkę jednej z dziewczynek.
Wtem przybywają Marta i Maria z Betanii proszące o wskrzeszenie ich brata Łazarza, wyznawcy Jezusa, co też ten czyni w imieniu Boga. Świadkami tego są faryzeusze. W Jerozolimie wściekły Kajfasz zastawia pułapkę na Jezusa. Przyprowadza do niego kobietę złapaną na cudzołóstwie – jeśli ją ułaskawi sprzeciwi się prawu Mojżeszowemu i sam zostanie ukamieniowany. Jezus mówi zgromadzonym mającym rozpocząć egzekucję wyroku, żeby rzucił kamieniem ten, kto jest bez grzechu. Zgromadzeni zdając sobie z tego sprawę odstępują od egzekucji, pozostawiając Jezusa samego z kobietą, który zgodnie z prawem mojżeszowym nie potępia jej i pozwala odejść z obietnicą, by więcej nie grzeszyła.
Po chwili Jezus z Świątyni Jerozolimskiej uczynionej miejscem handlu wypędza kupców, co prowadzi go do kolejnej konfrontacji z Kajfaszem i faryzeuszami. Wówczas pielgrzymi pod wodzą Judasza chcą obwołać Jezusa królem. Kuszony przez Szatana Jezus odmawia, mówiąc że jego królestwo nie jest z tego świata. Poczuwszy oszukanym Judasz przekupiony 30 srebrnikami przez Kajfasza zgadza się zdradzić, gdzie znajduje się Jezus. Czując, że jego dni dobiegają końca, Jezus zasiada z uczniami do wieczerzy, na której zapowiada swój przyszły los i żegna się z nimi. Gdy najważniejszy z uczniów, Piotr zwanym Olbrzymim zapewnia o swej wierności Jezusowi, ten powiada mu, że Piotr trzy razy się go wyprze. Po zakończeniu wieczerzy nad kielichem Jezusa przylatuje gołąb.
Nocą w Getsemani Jezus prosi Boga, by jeśli to możliwe, ominęło go cierpienie, którego się spodziewał. Zastaje śpiących uczniów i Marka, którzy mieli z nim czuwać, ale rozumie że ciało nie jest silne jak wola. Jezus wraca do modlitw i godzi się wypełnić wolę Boga. Przybywa Judasz z oddziałem zbrojnym i wydaje im Jezusa. Zbudzeni uczniowie toczą z nimi walkę, gdzie Piotr odcina jednemu strażnikowi świątynnemu ucho. Przed pojmaniem Jezus dotyka jego rany i uzdrawia go. Piotr udaje się za nim do pałacu Kajfasza, gdzie zostaje rozpoznany. Piotr trzykrotnie zaprzecza i widząc rozczarowanego Jezusa z rozpaczą zdaje sprawę, że przepowiednia o jego wyparciu się spełniła.
Jako, że Sanhedryn podlega pod prawo rzymskie i nie może osobiście skazać Jezusa pod zarzutem bluźnierstwa, prowadzi go do Poncjusza Piłata, rzymskiego prefekta Judei. Piłat i jego żona Klaudia Prokula nie widzą u Jezusa żadnej winy, lecz Kajfasz sugeruje, że uniewinnienie Jezusa spowoduje niełaskę u cezara. Judasz na widok chłostanego Jezusa żałuje swego czynu. Korzystając ze zwyczaju w Święto Paschy pozwalającego Żydom uwolnić jednego więźnia Piłat daje do wyboru złoczyńcę Barabasza oraz Jezusa. Przekupiony i podburzany przez faryzeuszy tłum żąda uwolnienia Barabasza i wydania na śmierć Jezusa przez ukrzyżowanie. Współczujący Jezusowi Piłat rytualnie umywa ręce od odpowiedzialności. Judasz chce oddać srebrniki, lecz Kajfasz go odprawia.
Jezus zmuszony jest nieść krzyż o ramionach na Golgotę. Widząc jego mękę Szymon Cyrenejczyk pomaga za niego nieść krzyż. Na Golgocie Jezus zostaje ukrzyżowany wraz z dwoma innymi skazańcami. Z daleka widzi to Judasz, który popełnia samobójstwo przez powieszenie się na drzewie. Gdy Jezus umiera, niebo czernieje i rozlega trzęsienie ziemi zabierające ze sobą faryzeuszy i niszczące zasłonę Świętego Świętych w Świątyni Jerozolimskiej, co przekonuje skruszonego Kajfasza do tego, że Jezus był synem Boga. Chaos kończy się, gdy Maria spogląda w niebo i prosi Boga o przebaczenie światu za śmierć ich syna.
Trzy dni po śmierci Jezusa jego wykuty w skale grób strzegą rzymscy żołnierze. Uciekają w popłochu, gdy grób się otwiera i wyłania się z niego zmartwychwstały Jezus. Maria z Magdali i Maria niosące wonne zioła zastają pusty grób. Maria z Magdali jest zrozpaczona, lecz Maria jest spokojna i widzi swego syna, który następnie objawia się drugiej z kobiet. Tego samego dnia Jezus odwiedza swych uczniów i Marka mówiąc im, aby głosili jego przesłanie światu. Mówi im: „Zawsze jestem z wami”, po czym ukazuje się na tle współczesnego miasta oznaczając, że nadal czuwa nad swoimi wyznawcami.

## Obsada
- H.B. Warner – Jezus Chrystus
- Dorothy Cumming – Maria z Nazaretu
- Ernest Torrence – Piotr Olbrzymi
- Joseph Schildkraut – Judasz Iskariota
- Jacqueline Logan – Maria z Magdali
- Rudolph Schildkraut – Kajfasz
- Joseph Striker – Jan Umiłowany
- James Neill – Jakub Większy
- Sidney D’Albrook – Tomasz Niewierny
- David Imboden – Andrzej Rybak
- Clayton Packard – Bartłomiej
- Charles Requa – Jakub Mniejszy
- Charles Belcher – Filip
- John T. Prince – Tadeusz
- Robert Ellsworth – Szymon Zelotes
- Robert Edeson – Mateusz Celnik
- Sam De Grasse – faryzeusz
- Casson Ferguson – skryba
- Theodore Kosloff – strażnik świątynny
- Mickey Moore – Marek
- Muriel McCormac – ślepa dziewczynka
- Hector Sarno – galilejski cieśla
- Leon Holmes – syn galilejskiego cieśli
- Julia Faye – Marta z Betanii
- Josephine Norman – Maria z Betanii
- Kenneth Thomson – Łazarz z Betanii
- Viola Louie – cudzołożnica
- Alan Brooks – Szatan
- George Siegmann – Barabasz
- Victor Varconi – Poncjusz Piłat
- Majel Coleman – Klaudia Prokula
- William Boyd – Szymon Cyrenejczyk
- Clarence Burton – Dyzma
- Jim Mason – Gestas
- May Robson – matka Gestasa
- Montagu Love – rzymski centurion

Źródło:.

## Produkcja

### Scenariusz
Jednoczesne klapa Drogi do jutra (1925) oraz sukces The Volka Boatman (1926) spowodowały, że dochody nowopowstałego studia DeMill Pictures Corporation wyszły na zero. Jej założyciel, reżyser Cecil B. DeMille potrzebował kolejnego hitu, by studio przynosiło zyski. 26 maja 1926 roku kontraktowy scenarzysta Denis Clift napisał notatkę do reżysera, gdzie sugerował że powinien zekranizować działalność Jezusa Chrystusa. DeMille pierwotnie chciał opowiedzieć historię z perspektywy Judasza i Marii Magdaleny, więc skontaktował się ze swoja stałą scenarzystką Jeanie MacPherson, która w ciągu następnych kilku dni zaczęła opracowywać scenariusz. Po zatwierdzeniu produkcji MacPherson i DeMille użyli egzemplarza Biblii zakupionego przez MacPherson jako bazy do scenariusza. DeMille wiernie się trzymał treści ewangelii, jednak w wątku Judasza zdecydował się na modyfikację, jako że nigdy nie przekonywała biblijny opis jego zdrady: „Jaki człowiek sprzedałby kogoś za ledwie 30 srebrników, po tym jak widział go czyniącego cuda?” Wpadł na pomysł, żeby Judasz był kochankiem Marii Magdaleny i zdrada wynikła z faktu, że Jezus ją nawrócił. Miał świadomość, że ten wątek będzie kontrowersyjny, tak więc zdecydował dokonać szerszych badań na ewentualną obronę przed krytyką i znalazł podobne wątki w sztuce Mary Magdalene Maurice’a Maeterlincka i powieści Judasz Iskariota Leonida Andriejewa. Także DeMille wpadł na pomysł, by Jezus został pierwszy raz przedstawiany oczami ślepej dziewczynki. Innym autorskim wątkiem jest umieszczenie Marka Ewangelisty jako chłopca, dla którego św. Piotr i Maryja Panna są adopcyjnymi rodzicami.

### Casting
Do roli Jezusa DeMill zatrudnił angielskiego aktora H.B. Warnera. Rolę Marii Magdaleny zaproponowano Glorii Swanson, która odmówiła z powodu niedawnego załamania nerwowego, jak i zobowiązań zawodowych przy innej produkcji finansowej. Wówczas rola Marii Magdaleny przeszła do Jacqueline Logan. Rudolph Schildkraut zagrał Kajfasza, zaś jego syn Joseph otrzymał rolę Judasza. Reżyser i scenarzysta Tay Garnett odpowiadał za zatrudnianie statystów i każdego dnia znajdował każdą osobę do zagrania roli wyznaczonej przez DeMille’a.
Jezusa i Apostołów grali aktorzy północnoeuropejskiego pochodzenia, gdy Judasza i Kajfasza grali aktorzy żydowskiego pochodzenia, co wzmagało zarzuty ze strony środowisk żydowskich o antysemityzm, jako że przez wieki utożsamiano Judasza i judejskich kapłanów z narodem żydowskim, a ich grzechy były wykorzystywane do usprawiedliwienia chrześcijańskiego antysemityzmu.

### Preprodukcja
By przedstawić odpowiednio widowiskową produkcję, gaże aktorów zostały obniżone. DeMille miał pod sobą dwunastu uczonych dokumentujące realia epoki. 23 sierpnia 1926 roku, dzień przed rozpoczęciem produkcji, DeMille zebrał całą obsadę i ekipę na sześcioipółgodzinne spotkanie w swoim domu, gdzie przedstawił niedawne sondaże na uniwersytetach ukazujące istotny procent niewiedzy studentów na temat Biblii. DeMille miał świadomość, że produkcja ponosi wielką odpowiedzialność nie tylko za utrwalenie w świadomości publicznej obrazu Jezusa, ale także obrazu narodu żydowskiego odpowiedzialnych za jego ukrzyżowanie: „Celem historii jest sprawiedliwe traktowanie wszystkich klas, a zwłaszcza Żydów, gdyż Żyd jest umieszczony w najbardziej niefortunnym miejscu ze wszystkich ras w Biblii, ponieważ tak naprawdę nie chodziło o to, że Żyd prześladował Jezusa, to był Rzym – Rzym ze swą polityka i łapówki… Żydzi są bardzo wielką rasą, bardzo wrażliwą rasą i nie mamy zamiaru ich skrzywdzić, ani nikogo innego”.
DeMille otrzymał list z września 1926 roku od jednego z producentów, żądającego, aby zrzucił całą winę za ukrzyżowanie na Rzymian. Zdaniem DeMille’a oznaczałoby to zbyt duże odejście od Biblii, więc zamiast tego zdecydował się obarczyć winą Kajfasza, czyniąc go arcykapłanem mianowanym przez rzymską administrację.

### Realizacja
Scena uczty Marii Magdaleny i jej gości oraz zmartwychwstania Chrystusa zostały nakręcone w dwutaśmowym technicolorze, z kolei w sekwencji w Getsemani zastosowano kolorowe szablony do sportretowania płomieni pochodni.

## Odbiór
Król królów okazał się sukcesem komercyjnym zarabiając ok. 1,5 mln dolarów i spotkał się z pozytywny odbiorem.
Jednakże o ile chrześcijańskie środowiska chwaliły film, tak amerykańska diaspora żydowska ostro skrytykowała film. „Jewish Tribune” oskarżył DeMille’a, który miał żydowskie korzenie ze strony matki, o zdradę swego narodu. Działacz syjonistyczny rabin Stephen Samuel Wise uważał, że film nie powstałby, „gdyby choć jeden Żyd w Hollywood zachowywał się na miarę mężczyzny” i wzywał do całkowitej cenzury Króla królów, mówiąc jednemu z reporterów, że film może prowadzić do pogromów.
Wraz z kolejnymi pokazami protesty się nasilały do tego stopnia, że Anti-Defamation League nalegała za pośrednictwem rabina Edgara Magnina przyjaźniącego się z DeMille’em, by ten dokonał modyfikacji obrazu. Domagano m.in. skrócenia scen biczowania i złagodzenia ukrzyżowania Jezusa, zaś w scenie, w której Piłat umywa ręce, Kajfasz miał powiedzieć, że „bierze na siebie odpowiedzialność”. ADL zażądała również, aby film rozpoczynał się wstępem wyjaśniającym, że „Żydzi nie byli już niezależnym narodem” i że za wszystkie decyzje prawne w czasach Chrystusa ostatecznie odpowiadali Rzymianie. W tym samym czasie MGM ogłosiło, że nie wypuści filmu w krajach Europy Wschodniej w obawie o rozbudzenie istniejących uprzedzeń wobec żydowskiej diaspory.
W styczniu 1928 pojawiła się nowa wersja Króla królów ze zmianami wymuszonym przez ADL, co spowodowało smutek u DeMille’a. W 1929 roku powiedział dla „Jewish Daily Bulletin”, iż żałuje kiedykolwiek nakręcił ten film.